# John Porch
John Porch (4 de março de 1994) é um ruguebolista de sevens australiano.

## Carreira
John Porch integrou o elenco da Seleção Australiana de Rugby Sevens 8º colocada na Rio 2016.